# Typhoptera staudingeri
Typhoptera staudingeri är en insektsart som först beskrevs av Brunner von Wattenwyl 1895.  Typhoptera staudingeri ingår i släktet Typhoptera och familjen vårtbitare. Inga underarter finns listade i Catalogue of Life.